# ヤン・イスクラ

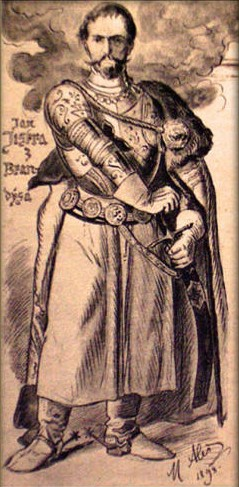
ヤン・イスクラ

ヤン・イスクラの紋章

ヤン・イスクラ（Jan Jiskra z Brandýsa、1400年 – 1469年）は、ハンガリー王国の武将。傭兵部隊『黒軍』の指揮官で北部ハンガリー（現在のスロヴァキア、当時はハンガリー領だった）一帯の実質的支配者だった。
ボヘミア出身。フス派の急進派に加わりフス戦争に従軍。急進派が穏健派によって滅ぼされた1434年のリパニの戦いでは、生き残り部隊を率いて北部ハンガリーまで逃げ延び部隊の名を黒衛軍と変えて傭兵部隊にした。当時のハンガリー王国は、ハプスブルク家から国王を選ぼうとする一派とオスマン・トルコ戦の英雄であるトランシルヴァニア公フニャディ・ヤーノシュ派が1437年から対立していたがイスクラはハプスブルク派だった。スロバキア一帯を占拠し、その支配下ではチェコとの関係はさらに深まり両者の文化的な繋がりは深まったが、彼の部隊は勝手気ままに振る舞いハンガリーの人々を大いに悩ませた。1458年にマーチャーシュ1世がハンガリー王に即位すると配下となり、1463年にはオスマン・トルコ戦に赴いている。その後、支配領域を明け渡し政治の表舞台から引退した。

## 登場作品
- 『乙女戦争 ディーヴチー・ヴァールカ』 大西巷一による、フス戦争を題材とした漫画作品。フス派の視点から描かれており、元カトリック側の暗殺者の青年として登場する。